# Clavellinas, Zacatecas
Clavellinas är en ort i Mexiko.   Den ligger i kommunen El Salvador och delstaten Zacatecas, i den centrala delen av landet, 600 km norr om huvudstaden Mexico City. Clavellinas ligger 1 842 meter över havet och antalet invånare är 312.
Terrängen runt Clavellinas är platt åt sydost, men åt nordväst är den kuperad. Terrängen runt Clavellinas sluttar brant österut. Runt Clavellinas är det mycket glesbefolkat, med 2 invånare per kvadratkilometer. Clavellinas är det största samhället i trakten. Omgivningarna runt Clavellinas är i huvudsak ett öppet busklandskap.